# Murmure (phonétique)
Pour la revue anciennement nommée « Murmure », voir Mrmr.
Le murmure, ou voix soufflée ou susurrée, en phonétique articulatoire, est un type de phonation. Dans les langues qui l'emploient en tant que trait distinctif, il affecte le plus souvent le mode d'articulation des consonnes occlusives sonores. Cependant, le gujarati, certaines langues bantoues et quelques autres langues s'en servent également pour distinguer les voyelles.
Dans l'alphabet phonétique international, il se note à l'aide du signe diacritique h crosse en exposant ‹ ʱ › ou tréma souscrit ‹   ̤ ›.